# Avenida Jornalista Roberto Marinho
A Avenida Jornalista Roberto Marinho, originalmente denominada Avenida Água Espraiada, é uma importante avenida do município de São Paulo que corta os distritos do Itaim Bibi e Campo Belo, na zona sul. Inicia-se na Marginal Pinheiros, na Ponte Octávio Frias de Oliveira, conhecida como ponte Estaiada, e termina na Avenida Pedro Bueno, na divisa dos distritos do Campo Belo e Jabaquara.

## História
As margens do Córrego Água Espraiada foram desapropriadas pelo Departamento de Estradas de Rodagem em 1972, para que ali fosse implantado um pequeno anel rodoviário, mas a ideia foi abandonada devido a seu alto custo, e a desapropriação foi cancelada em 1984. Um ano depois a Câmara Metropolitana de Transportes recomendou a urbanização das margens do córrego, com a construção de uma avenida.
O projeto da avenida foi iniciado pelo ex-prefeito Jânio Quadros, que no entanto deixou o cargo antes de iniciar a construção. A obra foi interrompida por Luiza Erundina e retomada por Paulo Maluf em 1993.
Na sua inauguração no final de 1995, fora concluído apenas 4,5 quilômetros, ao custo de 840 milhões de reais, o que a tornou a avenida mais cara do mundo na época. As suspeitas de superfaturamento levaram a questão à CPI do Banestado, sobre evasão de divisas, em 1993.
Inaugurada como Avenida Água Espraiada, a avenida teve seu nome alterado em outubro de 2003, pela prefeita Marta Suplicy. A mudança homenageia o jornalista Roberto Marinho, falecido em agosto do mesmo ano, aos 98 anos de idade. A mudança de nome foi feita em desrespeito à Lei Municipal 13 180, que desde 2001 permite mudança de nome de ruas apenas em casos de homonímia (ruas com nomes iguais ou muito parecidos) ou quando se tratar de nome "suscetível de expor ao ridículo moradores ou domiciliados no entorno". A homenagem foi justificada com a frase "não se escreve a história do Brasil nos séculos XX e XXI sem o jornalista Roberto Marinho".
No dia 18 de outubro de 2004 grupos defensores do controle à imprensa rebatizaram informalmente a Avenida Jornalista Roberto Marinho de "Avenida Vladimir Herzog", pois consideraram aviltante o rebatismo feito pelo poder municipal, que homenageava um jornalista que havia apoiado o governo militar. Em protesto, fizeram o rebatismo popular para o nome do jornalista morto durante o governo militar em 1975. A manifestação foi reprimida pela polícia com violência e prisão.

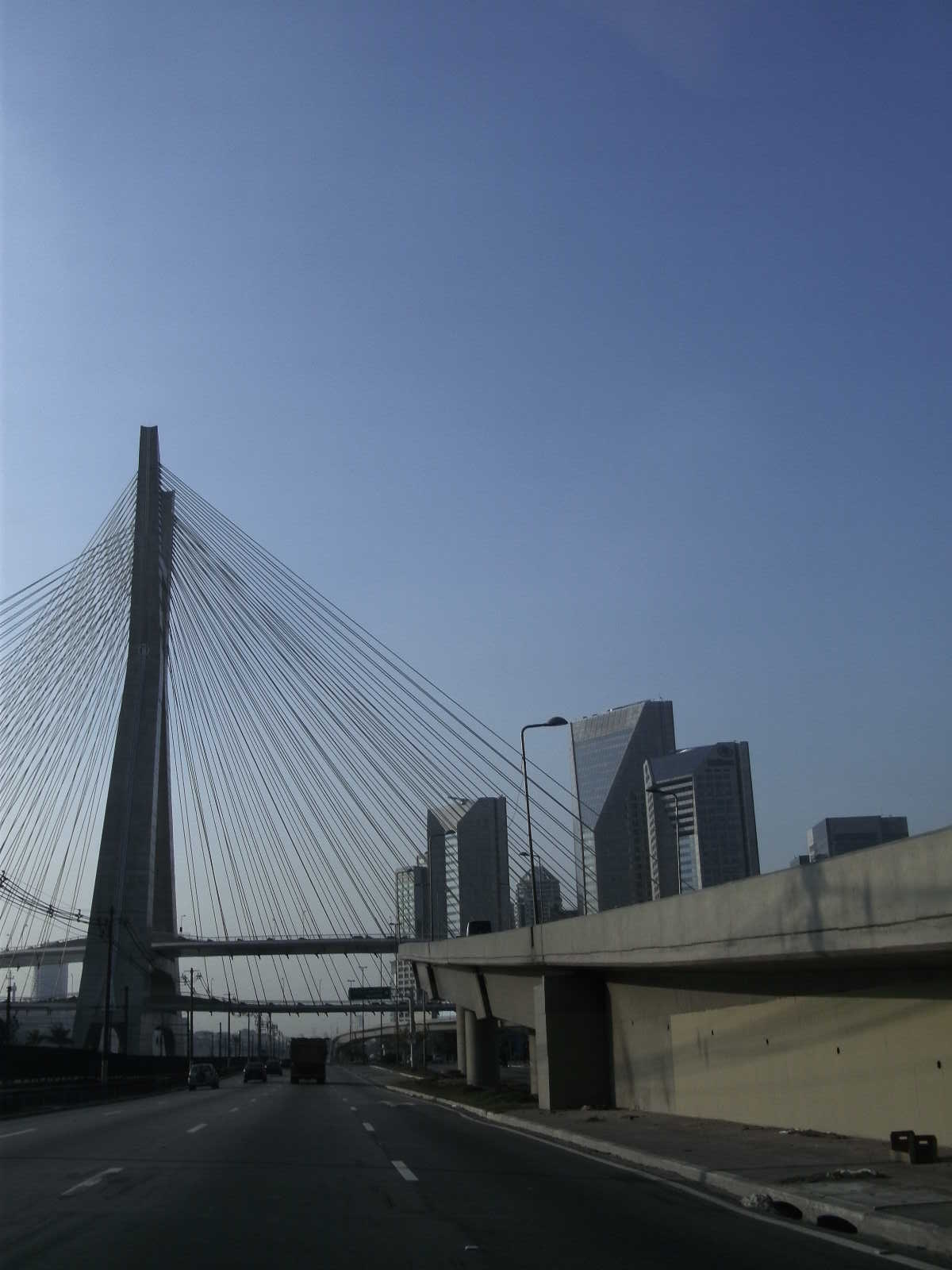
Obra concluída em 2009

Em 2008 o prefeito Gilberto Kassab inaugurou o Complexo Viário Real Parque, composto pela Ponte Octávio Frias de Oliveira e duas alças de acesso que ligam a Avenida Roberto Marinho à Marginal Pinheiros. Esta obra corresponde à primeira fase da expansão da avenida.
Ao lado da via, no cruzamento com a Avenida Santo Amaro, está localizada a Estação Campo Belo do Metrô, inaugurada em 8 de abril de 2019, a última a ser entregue como parte do plano de expansão da Linha 5–Lilás. Futuramente, a avenida também irá abrigar seis estações da Linha 17-Ouro do monotrilho (uma delas, a própria Estação Campo Belo), inicialmente prometida para ficar pronta para a Copa do Mundo de 2014 e cujas obras já sofreram diversas paralisações ao longo dos anos. Atualmente, tem inauguração prevista para 2026.
Existiam projetos de extensão da avenida até a Rodovia dos Imigrantes, servindo como alternativa à já saturada Avenida dos Bandeirantes. Este projeto seria feito em duas etapas. Na primeira, concretizada, houve a inauguração que ligou o final da avenida com a Avenida Pedro Bueno e, na segunda etapa, seria construído um túnel que daria acesso direto à Imigrantes, com saída para a Avenida Engenheiro George Corbisier, facilitando o acesso à Rodovia dos Imigrantes e à Avenida Doutor Ricardo Jafet. Porém, em fevereiro de 2020, a Prefeitura de São Paulo anunciou a desistência dessa etapa através de uma decisão publicada no Diário Oficial.